# Битка при Варна (1912)
Битката при Варна, позната и като Атаката на Дръзки, наричана и Морска битка при Калиакра, е битка от Балканската война, станала на 8 ноември (21 ноември по нов стил) 1912 г. между бойни кораби на България и Османската империя.

## Предистория
След тежките загуби на Османската империя в битките в Лозенградската операция и Люлебургазко-Бунархисарската операция османците отчаяно се нуждаят от запаси от оръжия, муниции и храна от Германия и Австро-Унгария. Такива са транспортирани до румънското пристанище Констанца и от там са натоварени на кораб за Истанбул.
Българските брегове (градовете Варна, Каварна, Бургас, нос Емине) са бомбардирани няколкократно от турската флота. На 29 октомври 1912 г. капитанът на турския крайцер „Хамидие“ настоява Варна и Балчик да се предадат, защото в противен случай ще ги бомбардира.

## Ход на битката
На 8 ноември 1912 г. главният щаб на флота във Варна получава доклад, че 2 товарни кораба отпътуват от Констанца за Истанбул. Бреговата охрана потвърждава наличието на турски военни кораби в зоната на нос Калиакра и се получава заповед те да бъдат потопени или пленени.
В 22:30 часа миноносците „Летящи“, „Смели“, „Строги“ и „Дръзки“ под общото командване на капитан II ранг Димитър Добрев потеглят срещу конвоя. В 00:30 ч. забелязват голям кораб на 32 мили от Варна, който според тях е крайцерът „Хамидие“. В 00:40 ч. флагманът „Летящи“ дава сигнал за атака и след 5 минути изстрелва торпедата си от разстояние 500-600 м. Османците отвръщат с интензивен огън. „Смели“ и „Строги“ също се опитват да торпилират врага, но не успяват.
„Смели“ е ударен от снаряд. Ситуацията става критична, когато османски антиторпедни кораби идват в подкрепа на „Хамидие“, но моряците от българските кораби все пак успяват да се справят с повредите.
Командваният от мичман Георги Купов торпедоносец „Дръзки“ спечелва битката. Той е последният кораб, който стреля по противниковия крайцер и го уцелва в носа. „Хамидие“ получава пробойна (с площ 10 м²) и не потъва, само защото морето остава спокойно при отстъплението му към Босфора. Османците губят 8 убити, а 30 са ранени.
След кратък артилерийски обстрел „Дръзки“ се връща обратно към мястото за сбор. На сутринта българските миноносци се прибират във Варна. От страна на България има ранен офицер от кораба „Смели“.

## Последици
Тази победа над изключително силен и по-голям съперник нанася сериозна морална и физическа вреда на османския флот. Тежко повреден и наполовина потънал, „Хамидие“ се добира до Истанбул с кърмата нагоре, защото предните му части са под водата. Османците прекратяват всякакви морски операции близо до бреговата линия.